# 五溪鎮區 (堪薩斯州克萊縣)
五溪鎮區（英語：Five Creeks Township）是位於美國堪薩斯州克萊縣的一個行政鎮區。

## 地方資料
五溪鎮區的面積為93.21平方千米，當中陸地面積為93.17平方千米，而水域面積為0.04平方千米。根據2000年美國人口普查的數據，當地共有人口159人，而人口密度為每平方千米1.71人。

## 外部連結
- US-Counties.com
- City-Data.com （页面存档备份，存于）